# Ercole I. d'Este
Ercole I. d'Este, * 26. oktober 1431, Ferrara, † 15. junij 1505, Ferrara. 
Ercole I. d'Este je bil vojvoda Ferrare od leta 1471 do leta 1505. Bil je član rodbine Este. Njegova vzdevka sta bila Severni veter in Diamant. 

## Življenjepis
Ercole je bil rojen leta 1431 v Ferrari. Njegov oče je bil Nicolò III., mati Ricciarda iz Saluzza, njegovi stari starši pa Tommaso III. iz Saluzza in Marguerite iz Roussyja.
Med letoma 1445 do 1460 se je izobraževal na neapeljskem dvoru Alfonsa, kralja Aragonije in Neaplja; študiral je vojaško strategijo, viteštvo, antično arhitekturo in likovno umetnost in postal eden najpomembnejših podpornikov renesančne umetnosti. 
Leta 1471 je ob smrti svojega polbrata Borsa s podporo Beneške republike postal vojvoda, ker je bil Borsov drugi sin Niccolò v Mantovi.  Ko Ercola nekoč ni bilo v Ferrari, je Niccolò poskušal izvesti državni udar, ki pa je bil zatrt; Niccolò in njegov bratranec Azzo sta bila obglavljena 4. septembra 1476. Ercole se je leta 1473 poročil z Eleonoro Aragonsko, hčerko Ferdinanda I. Neapeljskega. Zveza družine Este z Neapljem je postala še močnejša.
Med letoma 1482 in 1484 je izbruhnila ferarska vojna z Beneško republiko, ki je bila povezana z Ercolejevim nasprotnikom papežem Sikstom IV. in monopolom nad soljo. Ercole je vojno končal z umikom iz pokrajine Polesine z bagnolsko pogodbo. Benečani so se umaknili iz Ferrare, ki ni bila vključena v papeško državo. Vojna je pomenila ponižanje za bolnega in nemočnega Ercola, saj je oblegana vojska uničila posesti družine Este v okoliških pokrajinah.
V italijanski vojni leta 1494–1498 je ostal nevtralen in v preostalem delu svoje vladavine poskušal izboljšati odnose s papeško državo. Z ne preveliko naklonjenostjo se je strinjal z zvezo svojega sina Alfonsa z Lukrecijo Borgia, hčerko papeža Aleksandra VI., ki je prinesla pomembna ozemlja.
Njegovo prizadevanje in mecenstvo v umetnosti v nadaljnjem življenju sta nadomestili zgodnje vojaške spodrsljaje. Bil je edini italijanski vladar, ki je bil na kovancu označen kot divus, rimski cesar. 
Ercolejevo podpiranje umetnosti je bilo deloma politično, predvsem pa je ljubil kulturo. Gostil je gledališke predstave s prefinjeno scenografijo in glasbenimi intermezzi, v Ferrari je bilo prvo posvetno gledališče v Evropi po antiki . Ustanovil je glasbeno ustanovo, ki je bila nekaj let najboljša v Evropi. Zasenčila je celo kapelo v Vatikanu.  V prihodnjem stoletju je Ferrara ostala središče avantgardne glasbe z odločno posvetnim poudarkom. V zgodovini glasbe je bil Ercole najbolj zaslužen za to, da so nadarjeni francosko-flamski glasbeniki iz severne Evrope prišli v Italijo. Najbolj znani skladatelji iz Evrope so delali zanj, naročal jim je skladbe ali so mu jih posvečali znani glasbeniki, kot so bili Alexander Agricola, Jacob Obrecht, Heinrich Isaac, Adrian Willaert in Josquin des Prez, katerega Maša Herkul za vojvodo  Ferrare mu ni samo posvečena, ampak temelji na temi, ki izhaja iz zlogov njegovega imena.
Ercole je bil velik in zelo znan pokrovitelj umetnosti, kar kaže na njegovo zavestno veličastnost, kultiviranost, resnost in strogost, kot so ustrezale vojvodskemu mestu Ferrara . Pesnika Boiarda je zaposlil za svojega ministra in v svoje gospodinjstvo pripeljal mladega Ludovica Ariosta.
Ko je vladal Ercole, je Ferrara postala eno vodilnih evropskih mest; doživela je precejšnjo rast, velikost mesta se je podvojila. Izdelal je prvi načrtovani in izvedeni urbanistični renesančni projekt. Da bi ga uresničil, je razširil obzidje mesta. Najel je arhitekta Biagia Rossettija.  Veliko najbolj znanih zgradb v Ferrari izhaja iz obdobja njegove vladavine.
Ercole je občudoval cerkvenega reformatorja Girolama Savonarolo, ki je bil tudi iz Ferrare. Posvetil se je njegovim mnenjem o duhovnih in političnih zadevah. Ohranjenih je približno 12 njunih pisem iz leta 1490. Ercole je poskušal zavarovati Savonarolo pred florentinskimi  cerkvenimi organi, ki so ga zaprli, a mu ni uspelo; reformistični menih je bil leta 1498 usmrčen na grmadi. 
Leta 1503 ali 1504 je Ercole zaprosil novo zaposlenega skladatelja Josquina des Preza, da zanj napiše glasbeni testament, ki je bil strukturiran na Savonarolovi zaporni meditaciji Infelix ego. Rezultat je bila Miserere, verjetno prvič izvedena v svetem tednu leta 1504 s tenorskim delom, ki ga je lahko pel sam vojvoda. 
Ercole je umrl leta 1505, njegov sin Alfonso pa je postal vojvoda.

## Družina in potomci
Ercole in Eleonora sta imela šest otrok:
- Alfonso (poročen z Lukrecijo Borgia)
- Isabella, rojena 1474 (poročena s Francescom II. Gonzago, markizom Mantove, vodilnim pokroviteljem renesanse)
- Beatrice, rojena 1475 (poročena z Ludovicom Sforzo, prihodnjim milanskim vojvodo)
- Ferrante (zaprt po naročilu brata Alfonsa leta 1506, kjer je umrl 34 let kasneje)
- Ippolito (kardinal)
- Sigismondo d'Este

Ercole je imel dva nezakonska otroka:
- Lucrezia d'Este, rojena leta 1477 (poročena z Annibalom II. Bentivoglio)
- Giulio